# Edward James Slattery
Edward James Slattery (Chicago, 11 de agosto de 1940 – 13 de setembro de 2024) foi um ministro americano e bispo católico romano emérito de Tulsa.
Edward Slattery participou da Visitação da BVM Grade School e do Seminário Preparatório Arcebispo Quigley em Chicago. Slattery obteve o título de Mestre em Divindade pelo Seminário Santa Maria do Lago em Mundelein. Ele recebeu o Sacramento da Ordem em 26 de abril de 1966 do Arcebispo de Chicago, John Cody.
De 1966 a 1971, Edward James Slattery foi sacerdote assistente na Paróquia de São Judas, o Apóstolo, em South Holland, Illinois. Foi vice-presidente de 1971 a 1976 e presidente de 1976 a 1994 da Catholic Church Extension Society. Slattery também foi pároco da Paróquia Santa Rosa de Lima de 1976 a 1989.
Em 11 de novembro de 1993, o Papa João Paulo II o nomeou bispo de Tulsa e o consagrou bispo em 6 de janeiro de 1994; Os co-consagradores foram o funcionário da Secretaria de Estado da Santa Sé, o arcebispo da Cúria, Dom Giovanni Battista Re, e o secretário da Congregação para a Evangelização dos Povos, o arcebispo da Cúria, Dom Josip Uhač.
Foi Prior da Província de Tusla da Ordem Equestre do Santo Sepulcro de Jerusalém.
Em 13 de maio de 2016, o Papa Francisco aceitou sua aposentadoria por motivos de idade.